# Claudia Rapp
Claudia Rapp (FBA) (Gießen, 20 giugno 1961) è un'insegnante e accademica tedesca, specializzata principalmente nella storia e cultura dell'Impero bizantino. Attualmente è professoressa di Studi Bizantini presso l'Università di Vienna, posizione che ricopre dal 2011.

## Biografia
Dopo aver studiato alla Libera Università di Berlino, ha poi conseguito il dottorato in Storia Moderna presso l'Università di Oxford nel 1992. È stata professoressa presso il Dipartimento di Storia dell'Università della California, a Los Angeles, tra il 1994 e il 2011, prima di assumere l'attuale incarico a Vienna. Nel 2012 è diventata direttrice della Divisione di ricerca bizantina presso l'Accademia austriaca delle scienze e due anni dopo è diventata membro a pieno titolo dell'Accademia. Nel 2015 le è stato assegnato il prestigioso Premio Wittgenstein. Nel luglio 2017 è stata eletta socia corrispondente dell'Accademia britannica (Fellow of British Academy).
Rapp è membro del comitato editoriale della rivista in rete Medieval worlds.
È autrice di due importanti monografie e ha pubblicato oltre cinquanta articoli di ricerca in inglese e tedesco.
Il 4 novembre del 2019 ha tenuto la ventottesima conferenza annuale di W. Kendrick Pritchett presso la sede di Berkeley dell'Università della California, dal titolo: "Il monastero di Santa Caterina nel Sinai e i suoi manoscritti: un crocevia della cristianità nel Mediterraneo tardoantico" (The Monastery of Saint Catherine in the Sinai and its Manuscripts: A Crossroads of Christendom in the Late Antique Mediterranean).